# Франц Беке
Франц Беке (нім. Franz Bäke; нар. 28 лютого 1898, Зіннталь, Гессен — пом. 12 грудня 1978, Гаген, Північний Рейн-Вестфалія) — німецький воєначальник, доктор стоматології (1923), генерал-майор вермахту, штандартенфюрер санітарної служби СА. Кавалер Лицарського хреста з дубовим листям і мечами.

## Біографія
19 травня 1915 року вступив добровольцем в 3-й піхотний полк, запасні частини якого дислокувалися в Кельні. Після закінчення підготовки направлений для проходження служби в 11-й гренадерський полк. Учасник боїв у Франції. В листопаді 1916 року був тяжко поранений і після одужання переведений в 7-й піший артилерійський полк. Згодом знову тяжко поранений і лише у вересні 1918 року зміг повернутися до частини.
В січні 1919 року демобілізувався і вступив в Мюнхенський медичний інститут. На початку навчання вступив у Добровольчий корпус фон Еппа і взяв участь у боях з комуністами в Мюнхені. В 1922 році склав державний іспит і почав займатися приватною стоматологічною практикою. В квітні 1937 року пройшов підготовку офіцера резерву в 6-му розвідувальному батальйоні в Мюнстері. Прекрасний спортсмен. 1 серпня 1938 року був призваний на військову службу як офіцер резерву і зарахований в 65-й протитанковий дивізіон. Під час операції із заняття Судетської області командував взводом, а потім був заступником командира 3-ї роти свого батальйону.
Під час Польської кампанії командував легкою колоною, а потім взводом 2-ї роти 65-го протитанкового дивізіону. Під час Французької кампанії був двічі поранений (17 і 19 травня 1940). 1 січня 1941 року призначений командиром 1-ї роти. 1 травня 1941 року призначений командиром ескадрону 11-го танкового полку. Учасник Німецько-радянської війни. З 1 липня 1941 року — ордонанс-офіцер при штабі 11-го танкового полку. З 1 грудня 1941 року виконував обов'язки командира свого полку. 1 квітня 1942 року був переведений на посаду командира 2-го батальйону. За час боїв знищив 3 ворожі танки з особистої зброї. 12 липня 1943 року був тяжко поранений і наступного дня прийняв командування 11-м танковим полком (спочатку тимчасово; 1 листопада 1943 року затверджений на посаді).
В січні-лютому 1944 року командував важким танковим полком «Беке» (створеним на базі 11-го танкового полку), з яким відзначився в боях у Болобомовського та Черкас. 13 липня 1944 року призначений командиром 106-ї танкової бригади «Фельдгеррнгалле», на чолі якої бився спочатку у Франції, а потім — в Угорщині. 24 січня 1945 року направлений на курси дивізійних командирів. Після закінчення курсів з 9 березня 1945 року виконував обов'язки командира елітної танкової дивізії «Фельдгеррнгалле 2», сформованої із залишків 13-ї танкової дивізії. 8 травня 1945 року взятий в полон союзниками. В 1947 році звільнений. Повернувшись до Німеччини, знову почав займатися приватною стоматологічною практикою. Загинув у автокатастрофі. Бундесвер надав почесний караул для його похорону.

## Нагороди
Військова кар'єра
- 19 травня 1915 — волонтер
- 1919 — віце-фельдфебель

- 1 грудня 1937 — лейтенант резерву
- 1 січня 1940 — обер-лейтенант резерву
- 1 травня 1941 — гауптман резерву
- 1 серпня 1942 — майор резерву
- 1 листопада 1943 — оберст-лейтенант резерву
- 1 травня 1944 — оберст резерву
- 1 січня 1945 — оберст
- 20 квітня 1945 — генерал-майор

- Залізний хрест 2-го класу (15 липня 1916)
- Нагрудний знак «За поранення» в чорному
- Почесний хрест ветерана війни з мечами
- Пам'ятна військова медаль (Австрія)
- Пам'ятна військова медаль (Угорщина) з мечами
- Медаль за участь у Європейській війні (1915—1918) з мечами (Третє Болгарське царство)
- Німецька імперська відзнака за фізичну підготовку в золоті
- Застібка до Залізного хреста 2-го класу (26 вересня 1939)
- Залізний хрест 1-го класу (1 червня 1940)
- Нагрудний знак «За поранення»
  - в сріблі (2 червня 1940)
  - в золоті (14 липня 1943)
- Нагрудний знак «За танкову атаку»
  - в сріблі (7 червня 1940)
  - 2-го ступеня «25» (1 серпня 1943)
  - 3-го ступеня «50» (16 серпня 1943)
  - 4-го ступеня «75» (5 грудня 1943)
  - в золоті 5-го ступеня «100» (26 квітня 1944) — вручений особисто Адольфом Гітлером.
- Медаль «У пам'ять 1 жовтня 1938» (10 вересня 1940)
- Медаль «За зимову кампанію на Сході 1941/42» (1 серпня 1942)
- Лицарський хрест Залізного хреста з дубовим листям і мечами
  - лицарський хрест (11 січня 1943)
  - дубове листя (№262; 1 серпня 1943) — вручене особисто Адольфом Гітлером у Растенбурзі.
  - мечі (№49; 21 лютого 1944) — вручене особисто Адольфом Гітлером в Оберзальцберзі.
- 3 нарукавних знаки «За знищений танк» (17 липня 1943) — отримав 3 знаки одночасно.
- Тричі відзначений у Вермахтберіхт (31 січня, 5 жовтня і 6 грудня 1944)